# 康明斯
康明斯（Cummins Inc. ：CMI），臺灣鐵路管理局譯為固敏式，是美國一家柴油引擎及氣體燃料引擎的開發及生產商。

## 历史
於1919年成立，在多個國家均設有分公司。2012年1月1日兰博文正式接替退休的苏志强担任康明斯董事长。

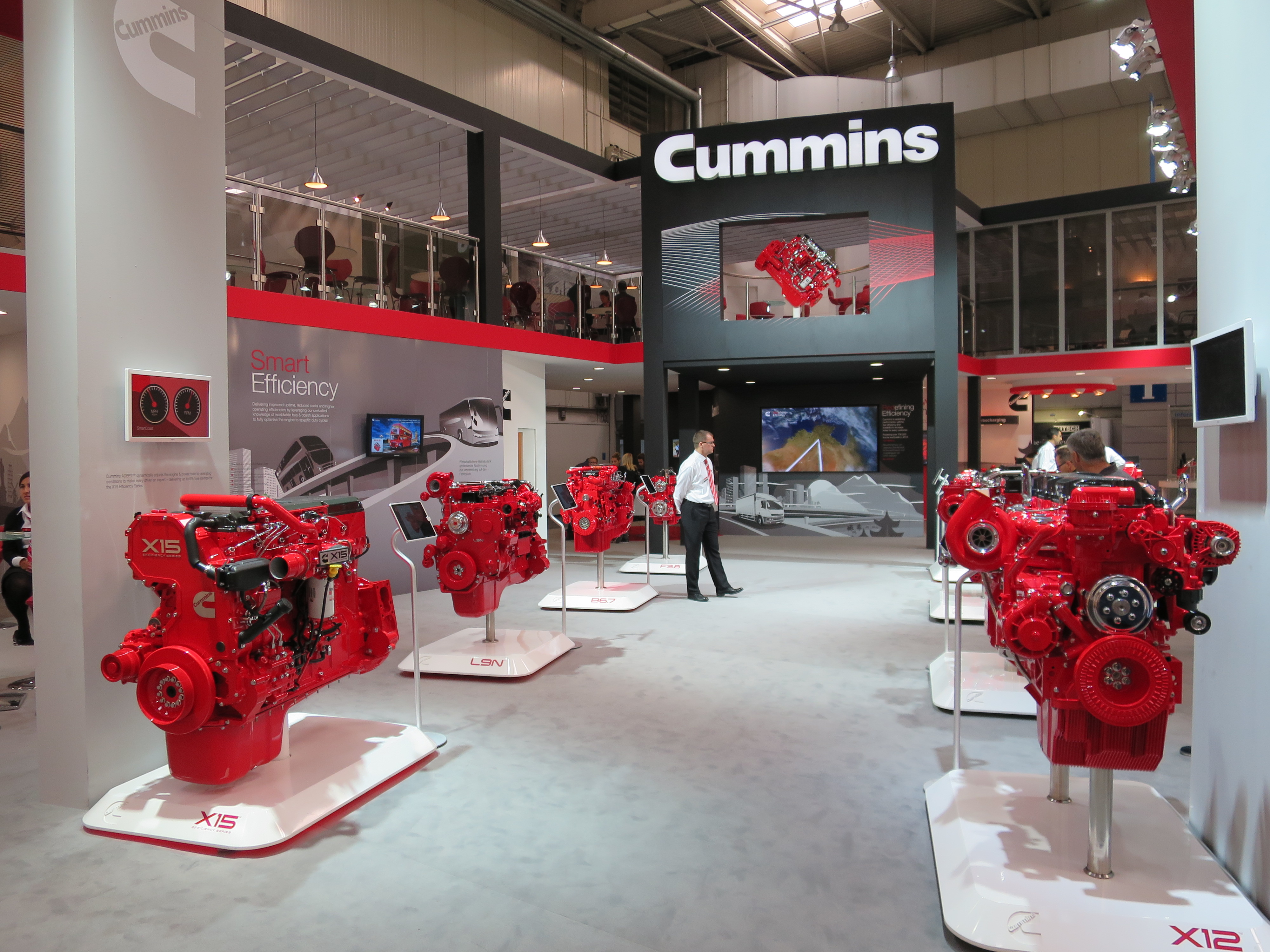
康明斯引擎產品陳列

## 引擎產品
- A系列
- B系列 / ISB - 5.9L
- C系列 / ISC - 8.3L
- L系列 / ISL - 8.9L ： 在亞歷山大丹尼士Enviro 500（歐盟四/五代）上使用
- M系列 / ISM - 10.8L ： 在丹尼士三叉戟三型，亞歷山大丹尼士Enviro 500（歐盟三代）、Gillig Phantom（英语：Gillig Phantom）等車輛上使用
- X系列 / X - 12L & 15L
- ISF - 3.8L
- ISX - 12L
- ISX - 15L
- QSX150 - G7 ：在DF11G（僅0111/0112-0217/0218）上使用的輔助柴油機

註：「IS」是Interactive System的縮寫

## 外部連結
- 康明斯總部 （页面存档备份，存于）
- 康明斯中国 （页面存档备份，存于）
- 台灣康明斯 （页面存档备份，存于）